# Stargate Universe/Episodenliste

Logo der Serie Stargate Universe

Diese Liste der Stargate-Universe-Episoden enthält alle Episoden der US-amerikanischen Science-Fiction-Fernsehserie Stargate Universe sortiert nach der US-amerikanischen Erstausstrahlung. Zwischen 2009 und 2011 entstanden in zwei Staffeln 40 Episoden mit einer Länge von jeweils etwa 42 Minuten.

## Staffel 1
Die Erstausstrahlung der ersten Staffel war vom 2. Oktober 2009 bis zum 11. Juni 2010 auf dem US-amerikanischen Fernsehsender Syfy zu sehen. Die deutschsprachige Erstausstrahlung der ersten elf Episoden sendete der deutsche Pay-TV-Sender Syfy, damals noch SciFi genannt, vom 17. Februar bis zum 18. April 2010. Die der Anderen sendete der deutsche Free-TV-Sender RTL II vom 21. April bis zum 9. Juni 2010.
| Nr. (ges.) | Nr. (St.) | Deutscher Titel                        | Originaltitel | Erstausstrahlung USA | Deutschsprachige Erstausstrahlung (D) | Regie                 | Drehbuch                                     |
| --- | --------- | -------------------------------------- | ------------- | -------------------- | ------------------------------------- | --------------------- | -------------------------------------------- |
| 1 | 1         | Die Destiny – Teil 1                   | Air (1)       | 2. Okt. 2009         | 17. Feb. 2010                         | Andy Mikita           | Robert C. Cooper & Brad Wright               |
| Mit dem Projekt Ikarus soll das neunte und letzte Chevron am Stargate aktiviert werden. Die Ikarus-Basis auf einem fremden Planeten wird von Truppen der Luzianer-Allianz angegriffen. In letzter Sekunde wählt Dr. Nicholas Rush eine Adresse mit allen neun Symbolen, und das Personal des Stützpunktes wird durch das Stargate evakuiert. Die Überlebenden finden sich auf dem uralten, unbemannten Antiker-Raumschiff Destiny wieder, das mehrere Milliarden Lichtjahre von der Erde entfernt auf einem automatischen Kurs das Universum erkundet. Ihre unmittelbare Sorge ist es, das ausgefallene Lebenserhaltungssystem wieder in Gang zu bekommen und Lecks in der Hülle zu schließen, durch die Atemluft entweicht. |           |                                        |               |                      |                                       |                       |                                              |
| 2 | 2         | Führungskampf auf der Destiny – Teil 2 | Air (2)       | 2. Okt. 2009         | 17. Feb. 2010                         | Andy Mikita           | Robert C. Cooper & Brad Wright               |
| — |           |                                        |               |                      |                                       |                       |                                              |
| 3 | 3         | Rettung für die Destiny – Teil 3       | Air (3)       | 9. Okt. 2009         | 21. Feb. 2010                         | Andy Mikita           | Robert C. Cooper & Brad Wright               |
| Die Destiny hat für zwölf Stunden gestoppt. In diesem Zeitraum können naheliegende Stargates angewählt werden. Colonel Young und Chloe benutzen die Antiker-Kommunikationssteine, um Kontakt mit der Erde aufzunehmen. Währenddessen suchen Scott, Eli, Rush, Greer und drei weitere Crewmitglieder auf einem Wüstenplaneten nach Mineralien, die das Kohlenstoffdioxid aus der Luft filtern könnten. Nach einer gefährlichen Mission in der Wüste kehren sie schließlich erfolgreich auf die Destiny zurück, und das Lebenserhaltungssystem kann wieder in Betrieb genommen werden. |           |                                        |               |                      |                                       |                       |                                              |
| 4 | 4         | Finsternis – Teil 1                    | Darkness (1)  | 16. Okt. 2009        | 28. Feb. 2010                         | Peter DeLuise         | Brad Wright                                  |
| Die Energiereserven der Destiny sind verbraucht, und fast alle Systeme fallen aus – inkl. Antrieb. Colonel Telford gibt Colonel Young die Schuld dafür und will, dass er seines Kommandos enthoben wird. Währenddessen zeichnet Eli Abschiedsbotschaften der Crewmitglieder auf. Die Destiny treibt auf ein vom Raumschiff ausgewähltes Planetensystem zu, in dem sich mehrere erdähnliche Planeten befinden. Durch eine Atmosphärenbremsung in der Atmosphäre eines Gasplaneten verändert sich der Kurs des Raumschiffes anders als gewollt, sodass die Destiny nun auf die Sonne des Systems zutreibt. |           |                                        |               |                      |                                       |                       |                                              |
| 5 | 5         | Der Flug ins Licht – Teil 2            | Light (2)     | 23. Okt. 2009        | 7. März 2010                          | Peter DeLuise         | Brad Wright                                  |
| Neben Scott und T.J., die durch Colonel Young bestimmt wurden, werden 15 weitere Personen durch Lose ausgewählt, welche die Destiny im einzigen einsatzbereiten Shuttle verlassen und ihr Glück auf einem der drei Planeten des Systems versuchen dürfen. Alle anderen bereiten sich auf den Tod vor. Doch anstatt auseinanderzubrechen, fliegt die Destiny absichtlich in den Stern und füllt dort ihre Energiereserven wieder auf. Mit einem schwierigen Manöver gelingt es Scott, das Shuttle wieder anzudocken, bevor die Destiny weiterspringt. |           |                                        |               |                      |                                       |                       |                                              |
| 6 | 6         | Außerirdische Invasion                 | Water         | 30. Okt. 2009        | 14. März 2010                         | Will Waring           | Brad Wright & Robert C. Cooper & Carl Binder |
| Obwohl die Wasserreserven streng bewacht werden, fehlen immer größere Mengen. Die Destiny stoppt in Reichweite eines Eisplaneten, sodass Young und Scott in den einzigen beiden einsatzbereiten Raumanzügen dorthin aufbrechen, in der Hoffnung, sauberes Eis zu finden. Währenddessen taucht auf der Destiny ein Schwarm winziger Lebewesen auf, die anscheinend unbemerkt durch das Stargate auf das Schiff gekommen sind und jetzt die Wasserreserven verbrauchen. Es gelingt T.J., den Schwarm einzufangen und auf den Eisplaneten zu bringen, wo Young Scott in letzter Minute aus einer Spalte im Eis retten konnte. |           |                                        |               |                      |                                       |                       |                                              |
| 7 | 7         | Die Rückkehr                           | Earth         | 6. Nov. 2009         | 21. März 2010                         | Ernest Dickerson      | Brad Wright & Robert C. Cooper & Martin Gero |
| Als die Destiny wieder einen Stern ansteuert, um ihre Energiereserven aufzufüllen (siehe 1x05), ordnet die Air Force einen riskanten Plan an: Die Energie soll durch die maroden Leitungen direkt in das Stargate geleitet werden, um so die Erde für die Evakuierung anwählen zu können. Colonel Telford hat (mittels der Kommunikationssteine) das Kommando übernommen, verlässt dann jedoch verängstigt das Schiff als alles nach einem katastrophalen Fehlversuch aussieht. Rush hatte den Plan jedoch für zu gefährlich gehalten und sorgte insgeheim dafür, dass die Anwahlprozedur rechtzeitig automatisch abgebrochen wird. |           |                                        |               |                      |                                       |                       |                                              |
| 8 | 8         | Die Zeitreise                          | Time          | 13. Nov. 2009        | 28. März 2010                         | Robert C. Cooper      | Robert C. Cooper                             |
| Auf einem dicht bewaldeten Planeten findet das Team eine Kameradrohne, die offensichtlich von der Destiny stammt, obwohl sie noch nie dort waren. Die Aufzeichnungen der Drohne zeigen trotzdem, wie das Team auf dem Planeten strandete und an einer Infektion starb. Zwar konnte ein Extrakt aus einem einheimischen Tier die Krankheit heilen, doch diese Hilfe kam für die meisten zu spät. Das Stargate war wegen ungewöhnlicher Sonnenaktivität unpassierbar und führte stattdessen in die Vergangenheit. Das Team schickte die Drohne mit diesen Bildern zurück in der Zeit als Botschaft an sich selbst. Auch diesmal kommt es zu vielen Todesfällen und eine weitere Botschaft mit möglichst detaillierten Informationen wird zurück in der Zeit geschickt. |           |                                        |               |                      |                                       |                       |                                              |
| 9 | 9         | Gefahr für die Destiny                 | Life          | 20. Nov. 2009        | 4. Apr. 2010                          | Alex Chapple          | Carl Binder                                  |
| Lieutenant Scott und Camile Wray machen ihre ersten privaten Besuche auf der Erde. Scott findet dabei heraus, dass er einen achtjährigen Sohn hat. Wray besucht ihre Lebensgefährtin. Colonel Young findet heraus, dass sich Colonel Telford seiner Frau annähert und schlägt ihn deshalb bei seinem nächsten Erdbesuch zusammen. Dr. Rush entdeckt ein neurales Interface, mit dem man wahrscheinlich der Entsperrung der Schiffssysteme näher kommen könnte. Young untersagt jedoch dessen Gebrauch, da es gefährlich sein könnte. Rush weckt bei der Crew mit einer Fehlinformation die Hoffnung, binnen eines Jahres nach Hause zu kommen, sein Betrug fliegt jedoch auf. |           |                                        |               |                      |                                       |                       |                                              |
| 10 | 10        | Mordverdacht                           | Justice       | 4. Dez. 2009         | 11. Apr. 2010                         | Will Waring           | Alan McCullough                              |
| Sgt. Spencer wird durch einen Kopfschuss getötet aufgefunden; die Waffe fehlt am Tatort. In Colonel Youngs Quartier wird eine Waffe gefunden und Young wird dadurch zum Hauptverdächtigen. Er tritt vom Kommando zurück und übergibt es an Camile Wray, eine IOA-Repräsentantin. Diese gestattet es Dr. Rush, anders als Young zuvor, am neuralen Interface weiter zu forschen. Bei dessen Benutzung wird Dr. Franklin verletzt und fällt in einen komatösen Zustand. Eli findet gelöschte Aufnahmen, die beweisen, dass Spencer Suizid begangen hat. Auf einem Planeten wird ein verlassenes Raumschiff gefunden. Während dessen Untersuchung konfrontiert Young Rush mutmaßend mit den gelöschten Aufnahmen. Rush gibt daraufhin zu, dass er Young loswerden wollte. Young schlägt Rush zusammen, kehrt ohne ihn auf die Destiny zurück und übernimmt wieder das Kommando. Rush, dessen Fehlen Young auf einen Unfall schiebt, ist gestrandet. |           |                                        |               |                      |                                       |                       |                                              |
| 11 | 11        | Weltraum – Teil 1                      | Space (1)     | 2. Apr. 2010         | 18. Apr. 2010                         | Andy Mikita           | Joseph Mallozzi & Paul Mullie                |
| Die Antikersteine verbinden plötzlich nicht mehr mit der Erde, sondern mit Außerirdischen auf einem Raumschiff. Kurz darauf greift eben jenes Raumschiff die Destiny an. Chloe wird von einem Entertrupp entführt. Young begibt sich erneut über die Antikersteine auf das Schiff. Dort entdeckt er Rush, den die Außerirdischen zuvor auf dem einsamen Planeten gefunden hatten. Young kehrt zurück und befiehlt die Zerstörung des gegnerischen Schiffes. Rush und Chloe können jedoch in den Wirren des Gefechts ein Shuttle stehlen und zurück zur Destiny fliegen, bevor die Außerirdischen fliehen. Um die Crew nicht noch weiter zu demoralisieren, verheimlicht Rush, dass Young ihn absichtlich zum Sterben zurückließ. Er spricht nur mit Camile Wray darüber, die ohnehin schon davon überzeugt war. |           |                                        |               |                      |                                       |                       |                                              |
| 12 | 12        | Uneins – Teil 2                        | Divided (2)   | 9. Apr. 2010         | 21. Apr. 2010                         | Félix Enríquez Alcalá | Joseph Mallozzi & Paul Mullie                |
| Auf der Außenhülle des Schiffs wird ein Peilsender gefunden, der es den Aliens ermöglichte, die Destiny zu finden. Während sich Young mit dem Shuttle aufmacht, um ihn zu vernichten, meutert der zivile Teil der Mannschaft erfolgreich und erlangt die Kontrolle über das Schiff. Das militärische Personal wird eingeschlossen. Mit einem Weltraumspaziergang gelingt es dem militärischen Teil der Mannschaft, aus ihrem abgeschlossenen Bereich zu entkommen. Währenddessen tauchen die Aliens erneut auf. Rush offenbart, dass er einen zweiten Peilsender implantiert bekam. Während das Schiff unter Beschuss steht, wird der Peilsender entfernt und das Schiff entkommt in letzter Sekunde, bevor die Schilde versagen. Beide Seiten beschließen, einfach so weiterzumachen wie zuvor, da sie aufeinander angewiesen sind. |           |                                        |               |                      |                                       |                       |                                              |
| 13 | 13        | Glaube                                 | Faith         | 16. Apr. 2010        | 28. Apr. 2010                         | Will Waring           | Denis McGrath                                |
| Ein Sternensystem, das nicht in der Navigationsdatenbank enthalten war, zwingt die Destiny zu einem vierwöchigen Zwischenstopp. Da ein nur 200 Mio. Jahre alter Planet in dem System wider Erwarten erdähnliche Eigenschaften und Ökosystem hat (unter normalen Umständen müsste er bei diesem jungen Alter noch aus geschmolzenem Stein bestehen), geht die Crew davon aus, dass Aliens das System künstlich erschaffen haben. Ein Teil der Crew erforscht den Planeten vier Wochen lang und bringt Nahrungsmittel zurück zur Destiny. Einige wollen dort bleiben, unter anderem auch T.J., die Chloe und Scott offenbart, dass sie schwanger von Young ist. Young überlässt den auf dem Planeten Bleibenden ein notdürftig repariertes Shuttle unter der Bedingung, dass das Militärpersonal zur Destiny zurückkehrt. Einige Zivilisten bleiben schließlich auf dem Planeten zurück. |           |                                        |               |                      |                                       |                       |                                              |
| 14 | 14        | Der Genetische Code                    | Human         | 23. Apr. 2010        | 5. Mai 2010                           | Robert C. Cooper      | Jeff Vlaming                                 |
| Rush experimentiert ohne Wissen von Young mit dem neuralen Interface. Er befindet sich in Trance in der Vergangenheit und beschäftigt sich mit dem Problem des Antiker-Codes. Seine Frau Gloria liegt in dieser Vision im Sterben und erwartet von ihm ein wenig Aufmerksamkeit, die er ihr nicht geben kann. Eli, Chloe, Scott und Greer besuchen einen Planeten, auf dem sich Ruinen einer verschwundenen Kultur befinden. Beim Erkunden eines unterirdischen Labyrinths stürzt ein Tunnel ein. Das zur Hilfe eilende Team schafft es nicht, den Eingang rechtzeitig freizuräumen und auch eine Sprengung hilft nicht weiter. Die Destiny springt an den Rand der Galaxie. Rush erfährt, dass die Lösung „46“ ist, was ein Hinweis auf die Chromosomenzahl des menschlichen Erbgutes ist: Der Hauptcomputer der Destiny ist mit einem genetischen Code gesichert. Mit diesem Startpunkt besteht erstmals eine realistische Chance, den Code der Destiny zu knacken. |           |                                        |               |                      |                                       |                       |                                              |
| 15 | 15        | Verloren                               | Lost          | 30. Apr. 2010        | 12. Mai 2010                          | Ronn Schmidt          | Martin Gero                                  |
| Auf der Suche nach einem anderen Ausgang kommt es zu einem erneuten Einsturz und Greer wird verschüttet. Greer lässt Erlebnisse seiner schwierigen Kindheit mit seinem gewalttätigen, vom Krieg traumatisierten Vater und seiner hilflosen Mutter Revue passieren. Er erinnert sich auch an den trotzigen Entschluss, zum Militär zu gehen. Die anderen Drei finden einen Ausgang und versuchen, über Gates auf verschiedenen Planeten die Destiny einzuholen. In der Zwischenzeit kann sich Greer befreien, findet einen Ausgang und wird von einem Rettungsteam der Destiny zurück zum Schiff gebracht. Eli, Scott und Chloe sind nun an einem Gate angelangt, von dem aus sie die Destiny erreichen können. Das Wählen misslingt jedoch, da die Destiny wenige Sekunden zu früh weiter springt. |           |                                        |               |                      |                                       |                       |                                              |
| 16 | 16        | Sabotage                               | Sabotage      | 7. Mai 2010          | 19. Mai 2010                          | Peter DeLuise         | Barbara Marshall                             |
| Die Destiny ist auf dem Weg in eine andere Galaxie. Dr. Rush hat berechnet, dass ihre Energie nicht ausreichen wird, um die Leere zwischen den Galaxien zu überbrücken. Mithilfe der Kommunikationssteine wird die Antriebsspezialistin Amanda Perry, eine ehemalige Kollegin von Rush, an Bord geholt, als plötzlich der FTL-Antrieb infolge einer Explosion ausfällt. Die Destiny treibt antriebslos am Rande der Galaxie, was immerhin Eli, Chloe und Scott die Möglichkeit gibt, wieder an Bord zu kommen. Währenddessen besucht Camile Wray im Körper der schwerst behinderten Amanda Perry ihre Lebenspartnerin auf der Erde. Während der langwierigen Reparaturarbeiten findet die Crew heraus, dass während des ersten Kommunikationsversuches mit Perry, der von Lt. Vanessa James durchgeführt wurde, die Aliens kurzzeitig die Kontrolle über Lt. James’ Körper erlangten und so den Antrieb sabotierten und die Position des Schiffes bestimmen konnten. Es erfolgt ein Angriff der Aliens und der schwer traumatisierte Dr. Franklin steigt wieder in den Antiker-Stuhl und kann so die Reparatur am FTL-Antrieb rechtzeitig vor dem Entern beenden. Die Destiny springt in die Nachbar-Galaxie. Als die Crew die Tür zum Stuhl-Raum öffnet, ist Franklin verschwunden.                                                |           |                                        |               |                      |                                       |                       |                                              |
| 17 | 17        | Halluzinationen                        | Pain          | 14. Mai 2010         | 26. Mai 2010                          | Will Waring           | Carl Binder                                  |
| Mehrere Crewmitglieder erleben Halluzinationen, die meist ihre schlimmsten Ängste beinhalten. T.J. findet heraus, dass sie von zeckenähnlichen Insekten verursacht werden, die sich bei der letzten Planetenmission auf mehreren Crewmitgliedern festgesetzt hatten. Greers Halluzinationen lassen ihn gewalttätig werden. Es gelingt jedoch rechtzeitig, alle Insekten zu entfernen. |           |                                        |               |                      |                                       |                       |                                              |
| 18 | 18        | Die Luzianer-Allianz                   | Subversion    | 21. Mai 2010         | 2. Juni 2010                          | Alex Chapple          | Joseph Mallozzi & Paul Mullie                |
| Man erfährt, dass sich Col. Telford mit der Luzianer-Allianz getroffen hat. Um herauszufinden ob er ein Spion ist, tauscht Rush über die Kommunikationssteine den Körper mit Telford und trifft sich selbst mit der Allianz. Seine Tarnung fliegt jedoch auf. Es wird klar, dass Telford tatsächlich ein Spion war, unklar bleibt jedoch ob aus freien Stücken oder aufgrund einer Gehirnwäsche. Die Allianz nimmt Rush (in Telfords Körper) gefangen und zwingt ihn, bei ihrem Plan, selbst zur Destiny zu reisen, zu helfen (einen passenden Planeten haben sie bereits gefunden). Währenddessen wird Telford (in Rushs Körper) auf der Destiny brutal verhört, um herauszufinden, wo sich die Basis der Luzianer-Allianz befindet. |           |                                        |               |                      |                                       |                       |                                              |
| 19 | 19        | Feindlicher Übergriff – Teil 1         | Incursion (1) | 4. Juni 2010         | 9. Juni 2010                          | Andy Mikita           | Joseph Mallozzi & Paul Mullie                |
| Young lässt die Atmosphäre aus dem Raum ab, in dem sich Telford befindet, wodurch dieser kollabiert, aber von Young wiederbelebt wird. Durch die Nahtoderfahrung Telfords wird die Gehirnwäsche der Luzianer-Allianz unwirksam und er berichtet von deren Plan, die Destiny zu erobern. Daraufhin bereitet sich die Crew auf die Enterung vor. Schließlich wählt die Luzianer-Allianz die Destiny erfolgreich an, obwohl sie dadurch den 'Ikarus'-ähnlichen Planeten, auf dem sie sich befinden, zerstören. Beim Eintreffen der Luzianer auf der Destiny zögert Young, den Entertrupp zu töten, da sich der Körper von Telford, in dem er Rush vermutet, beim Entertrupp befindet – was aber nicht mehr der Fall ist: Als Rush durch das Stargate reiste, wurde die Verbindung getrennt. Der Entertrupp übernimmt den Torraum, nimmt einige Geiseln und sichert Teile des Schiffs. Eli und die verwundete Chloe sind in einem bisher unerforschten Teil des Schiffes gestrandet. Telford, der vorgibt, immer noch auf Seiten der Luzianer zu stehen, stößt mit einem Trupp Luzianer in Richtung des Kontrollraums vor, als eine merkwürdige Fehlfunktion der Schilde einen der Männer tötet. Camile versucht, mit den Luzianern zu verhandeln, aber Rush und Young sind sich einig, dass sie die Eindringlinge überwältigen müssen. |           |                                        |               |                      |                                       |                       |                                              |
| 20 | 20        | Feindlicher Übergriff – Teil 2         | Incursion (2) | 11. Juni 2010        | 9. Juni 2010                          | Andy Mikita           | Joseph Mallozzi & Paul Mullie                |
| Der Antrieb der Destiny ist beschädigt, sodass sie nicht weiterspringt. Unglücklicherweise befindet sie sich in der Nähe eines Pulsars, der in kurzen Abständen Strahlungsstöße in ihre Richtung aussendet, die die Schilde durchdringen. Scott und Greer sollen die Schilde mit einem Außeneinsatz daran anpassen. Alle Crewmitglieder außer Rush und Brody, sowie Eli und Chloe, von denen Kiva, die Anführerin der Luzianer-Gruppe, nichts weiß, ergeben sich zum Schein. Anschließend soll Telford die Schiffskontrolle zurück zu Rush und Brody umleiten, die dann die von der Luzianer-Allianz besetzten Sektionen entlüften sollen. Kiva entdeckt jedoch zuvor, dass Telford für die Gegenseite arbeitet. Sie schießen sich gegenseitig an. Kivas Leute entdecken die beiden und vermuten Scott und Greer dahinter, die sie nun nicht mehr zurück ins Schiff lassen. Deren Ausweichplan ist nun eine weit entfernte Luftschleuse in der Nähe von Eli. Die Militärangehörigen der Crew sollen zur Vergeltung exekutiert werden. |           |                                        |               |                      |                                       |                       |                                              |

## Staffel 2
Die Erstausstrahlung der zweiten Staffel war vom 28. September 2010 bis 9. Mai 2011 auf dem US-amerikanischen Fernsehsender Syfy zu sehen. Die deutschsprachige Erstausstrahlung sendete der deutsche Pay-TV-Sender Syfy vom 10. Februar bis zum 12. Mai 2011.
| Nr. (ges.) | Nr. (St.) | Deutscher Titel                   | Originaltitel      | Erstausstrahlung USA | Deutschsprachige Erstausstrahlung (D) | Regie            | Drehbuch                      |
| --- | --------- | --------------------------------- | ------------------ | -------------------- | ------------------------------------- | ---------------- | ----------------------------- |
| 21 | 1         | Intervention – Teil 3             | Intervention (3)   | 28. Sep. 2010        | 10. Feb. 2011                         | Andy Mikita      | Joseph Mallozzi & Paul Mullie |
| Während mit Hilfe der Kommunikationssteine einige Ärzte an Bord kommen, um die Verwundeten zu versorgen, treffen sich Eli, Chloe, Greer und Scott mit Rush und Brody. Die Ärzte nehmen bei Johansen einen Not-Kaiserschnitt vor, auch Telford kann gerettet werden, nicht aber Kiva und T.J.s Baby. T.J. träumt im Koma, auf dem Siedlerplaneten (Folge 13) zu sein, wo die Zurückgebliebenen offensichtlich den Winter nicht überlebt haben – aber eventuell mitsamt dem Baby von den Schöpfern des Planeten in eine andere Daseinsform gerettet wurden. Rush und Brody versuchen währenddessen weiter, das Schiff zu übernehmen. Die Luzianer setzen schließlich die gesamte Besatzung auf einem unbewohnten, unwirtlichen Planeten aus. Rushs Plan sieht vor, die Energie der Schilde herabzusetzen, um so die Luzianer zur Aufgabe zu zwingen, falls sie nicht durch den nächsten Stoß des Pulsars getötet werden wollen. Der Plan geht auf: Die Luzianer ergeben sich, die Ausgesetzten kehren aufs Schiff zurück. |           |                                   |                    |                      |                                       |                  |                               |
| 22 | 2         | Nachwirkungen                     | Aftermath          | 5. Okt. 2010         | 10. Feb. 2011                         | William Waring   | Robert C. Cooper              |
| Camile Wray interviewt einige der Gefangenen und glaubt, ihnen bis zu einem gewissen Grad trauen zu können. Nachdem eine Gruppe der Gefangenen die Wachen angreift, befiehlt Young allerdings, dass sie auf dem nächsten bewohnbaren Planeten ausgesetzt werden sollen. Rush gelingt es derweil ohne Wissen der Anderen, die bisher unentdeckte Brücke der Destiny in Betrieb zu nehmen. Dabei findet er einen nahegelegenen Planeten, der aber aus unerfindlichen Gründen von der Destiny gesperrt wurde und dessen Stargate inaktiv ist. Wegen des drängenden Mangels an Nahrung und Wasser beschließt er, die Schiffssteuerung zu umgehen und den Planeten anzusteuern. Scott fliegt mit einem Team mit dem Shuttle zum Planeten, um Wasser und Nahrungsmittel zu finden. Das Shuttle gerät dabei in schwere Turbulenzen. Es kommt zu einer Bruchlandung, wobei das Shuttle schwer beschädigt wird, außerdem wird Sgt. Riley schwer verletzt in den Trümmern eingeklemmt. Zwar können Scott und die übrigen Gestrandeten das verschüttete Stargate des Planeten freilegen und so die Destiny anwählen, für Riley können sie aber nichts mehr tun. Während Young das Außenteam heimbringt, haben Camile und Telford mit der Erde kommuniziert, von wo sie Befehle erhalten, nur einen Teil der Luzianer auszusetzen. |           |                                   |                    |                      |                                       |                  |                               |
| 23 | 3         | Angedockt                         | Awakening          | 12. Okt. 2010        | 17. Feb. 2011                         | Andy Mikita      | Joseph Mallozzi & Paul Mullie |
| Die Destiny trifft auf ein anderes Schiff, offenbar ebenfalls Antiker-Design, und dockt automatisch an. Es handelt sich um ein Vorhutschiff, das die Galaxis vorprogrammiert durchquert und Stargates produziert und aussetzt. Die beiden Schiffe beginnen einen automatisierten Datenaustausch, der einige Zeit in Anspruch nehmen wird. Ein Außenteam betritt das Schiff, das offenbar ebenfalls uralt und in schlechtem Zustand ist. Rush und Eli entdecken, dass die Energiereserven des Schiffes eine Chance auf Heimkehr darstellen könnten. Das Außenteam aktiviert die Systeme des Schiffes, um die Energie auf die Destiny umzuleiten. Dabei wecken sie eine Gruppe von Aliens aus der Hibernation, die nun ihrerseits beginnen, die Energie von der Destiny auf das Seed-Schiff zu transferieren. Rush gelingt es in letzter Minute, die beiden Schiffe zu trennen – wobei Telford auf dem Seed-Schiff mit den Aliens zurückbleibt. |           |                                   |                    |                      |                                       |                  |                               |
| 24 | 4         | Pathogener Keim                   | Pathogen           | 19. Okt. 2010        | 17. Feb. 2011                         | Robert Carlyle   | Carl Binder                   |
| Rush arbeitet weiter in Doppelschichten heimlich auf der Brücke. Chloe beginnt, nach ihrer seltsamen Spontan-Heilung, zu schlafwandeln. Als Scott ihr Tagebuch findet, entdeckt er, dass sie in der Sprache der „blauen“ Aliens schreibt. Als sie mit Rush seinen Studienbereich besucht, löst sie in Minuten eine schwierige Gleichung, woraufhin sie unter Quarantäne gestellt wird. Rush schlägt vor, sie dem Stuhl auszusetzen – angeblich, um sie von dem Alien-Einfluss zu befreien, tatsächlich aber, um ihre verborgenen Fähigkeiten freizusetzen. Camile besucht ihre Lebensgefährtin, Eli seine kranke Mutter, die ihm aber erst glaubt, als Camile für sie mittels der Steine einen Besuch auf der Destiny arrangiert. Young startet einen Versuch, den Luzianer-Gefangenen gewisse Freiheiten einzuräumen. |           |                                   |                    |                      |                                       |                  |                               |
| 25 | 5         | Wucherungen                       | Cloverdale         | 26. Okt. 2010        | 24. Feb. 2011                         | Alex Chapple     | Brad Wright                   |
| Matthew Scott wird bei einem Außeneinsatz von einem fremden Organismus infiziert und halluziniert ein Leben auf der Erde mit dem Rest der Destiny-Crew als Familienmitglieder. Da er wegen drohender Kontamination des Schiffes nicht zurück auf die Destiny gebracht werden kann, versuchen Rush und Johansen, ein Heilmittel für Scotts Infektion zu finden, während Greer ihre Position gegen die aggressiven Pflanzen verteidigt. Kurz bevor sie Scott zurücklassen müssten, entdeckt Chloe, dass ihre Alien-Infektion sie vor dem Befall durch die Pflanzen schützt. Eine Transfusion heilt Scott, lässt aber nun beide unter dem Verdacht des fremden Einflusses. |           |                                   |                    |                      |                                       |                  |                               |
| 26 | 6         | Der Test                          | Trial and Error    | 2. Nov. 2010         | 24. Feb. 2011                         | Andy Mikita      | Joseph Mallozzi & Paul Mullie |
| Young hat einen wiederkehrenden Albtraum, in dem die Destiny von Alien-Schiffen umzingelt und schlussendlich zerstört wird, egal welche Maßnahme er ergreift. Er bespricht sich mit Camile Wray und bietet an, sein Kommando niederzulegen, weil er an seiner geistigen Gesundheit zweifelt. Als das Schiff aus dem FTL fällt, ohne dass der Countdown beginnt, entdeckt Eli, dass offenbar die Destiny selbst Youngs Träume inszeniert, um seine Führungsqualitäten zu testen. Scott versucht, Young aus seinem Rausch aufzurütteln, und als Young im Kommandoraum erscheint und endlich wieder Befehle gibt, springt die Destiny sofort wieder in den FTL – alle glauben, dass sie damit Youngs Kommando akzeptiert, während in Wahrheit Rush von der immer noch unentdeckten Brücke aus mittlerweile einen Weg gefunden hat, die FTL-Sprünge zu beeinflussen. |           |                                   |                    |                      |                                       |                  |                               |
| 27 | 7         | Das Große Ganze                   | The Greater Good   | 10. Nov. 2010        | 3. März 2011                          | William Waring   | Carl Binder                   |
| Die Destiny trifft auf ein Schiff jener Außerirdischen, die sich auf dem „Seed-Ship“ befanden. Als Rush und Young das Schiff betreten, um es zu erforschen, wird kurzzeitig der Antrieb gestartet und das Schiff driftet von der Destiny weg. Da Rush glaubt, nur einer Person trauen zu können, wird Amanda Perry an Bord geholt. An ihrer Stelle wechselt Ginn, eine Luzianerin, die sich zur Mitarbeit bereit erklärt hat, auf die Erde. Sie hatte eine Zeit lang mit Eli gearbeitet und aus den beiden ist ein heimliches Liebespaar geworden. Durch versteckte Hinweise erklärt Rush Amanda den Weg zur Brücke. Eli gelingt es aber ebenfalls, die Hinweise zu entschlüsseln, und so entdecken er, Brody und Volker die Brücke. Auch auf dem Alien-Schiff bekommt Young mit, dass Rush den Master-Code geknackt hat, und nach einer körperlichen Auseinandersetzung der beiden erklärt Rush endlich Young, was er über die Mission der „Destiny“ herausgefunden hat: Sie ist auf dem Weg, das Rätsel der kosmischen Hintergrundstrahlung zu lösen, hinter der die Antiker offenbar eine Intelligenz vermuteten. Die Rückkehr auf die Destiny gelingt, aber der Luzianer Simeon will die Kooperation von Ginn nicht akzeptieren. |           |                                   |                    |                      |                                       |                  |                               |
| 28 | 8         | Hass                              | Malice             | 16. Nov. 2010        | 3. März 2011                          | Robert C. Cooper | Robert C. Cooper              |
| Simeon ermordet Ginn – und damit auch Amanda Perry, mit der sie den Körper getauscht hat. Er kann von Bord fliehen. Rush sinnt auf Rache, doch Young und Greer wollen ihn lebend fangen. Letzten Endes tötet Rush Simeon. Als er wieder beim Gate ist, erfährt er, dass Chloe mit den von ihm gegebenen Gleichungen den Kurs der Destiny beeinflussen konnte, sodass Rush wieder auf die Destiny zurückkehren kann. |           |                                   |                    |                      |                                       |                  |                               |
| 29 | 9         | Scheinleben                       | Visitation         | 23. Nov. 2010        | 10. März 2011                         | Peter DeLuise    | Remi Aubuchon                 |
| Die Crew der Destiny entdeckt plötzlich eines ihrer verlorenen Shuttles. An Bord befinden sich Dr. Caine und der Rest der Gruppe, die auf dem von unbekannten Aliens künstlich geschaffenen Planeten geblieben sind. Sie haben allerdings keine Erinnerungen mehr, weder an ihre Zeit auf dem Planeten noch bezüglich ihrer Rückkehr. Als plötzlich die erste der Rückkehrer tot zusammenbricht, ordnet Young an, dass sich alle einer von Camile Wray ausgeführten Hypnose unterziehen sollen. Nach und nach können die Erinnerungen der Shuttle-Crew freigelegt werden und es stellt sich heraus, dass die meisten auf dem Planeten unter unterschiedlichen Umständen verstorben sind. Eine Aufzeichnung, welche im Shuttle gefunden wurde, zeigt, dass alle bis auf Dr. Caine auf dem Planeten tot sind, als ein helles Licht erscheint und danach offenbar das Shuttle repariert wird, die Siedler wiedererweckt und direkt vor die Destiny transportiert werden. |           |                                   |                    |                      |                                       |                  |                               |
| 30 | 10        | Unerwartetes Wiedersehen – Teil 1 | Resurgence (1)     | 30. Nov. 2010        | 10. März 2011                         | Andy Mikita      | Joseph Mallozzi & Paul Mullie |
| Mit der neu errungenen Kontrolle über die Steuerung der Destiny geht die Crew einer schwachen Energiesignatur nach und findet sich mitten im Krieg zweier Spezies wieder. Als der FTL-Antrieb im Kampf getroffen wird, kommt überraschend Telford im Vorhutschiff, auf dem er vor einem Monat zurückgelassen wurde (Folge 2.03, „Angedockt“), zur Hilfe und erzählt, was ihm bei den „Ursini“ genannten Aliens widerfahren ist. Young lässt sich darauf ein, den Ursini in ihrem Krieg zu helfen, wofür diese als Gegenleistung Hilfe zur Kontaktierung der Erde versprechen. Bei der Annäherung an die feindliche Flotte verwickeln die Ursini die Destiny jedoch entgegen den Absprachen in eine aussichtslose Schlacht. Chloe kann, nachdem sie einen Wachposten vor ihrer Tür niederschlägt, aus ihrem Quartier entkommen und wird von Matthew gefunden, als sie an einem Terminal arbeitet. Sie kann sich jedoch nicht erinnern, warum sie dort ist oder was sie dort getan hat. |           |                                   |                    |                      |                                       |                  |                               |
| 31 | 11        | Erlösung – Teil 2                 | Deliverance (2)    | 7. März 2011         | 14. Apr. 2011                         | Peter DeLuise    | Joseph Mallozzi & Paul Mullie |
| Die Destiny wird weiter von Drohnen beschossen, bis es schließlich Rush und Eli gelingt, ihre Kommunikation zu stören und so das Mutterschiff zu zerstören. Zwischenzeitlich sind die Aliens, die einst Chloe und Rush entführten (Folge 11), aufgetaucht, weil sie von Chloe kontaktiert worden waren. Rush und Young beschließen, Chloe den Aliens zu übergeben. Den Aliens gelingt es tatsächlich, Chloe von ihrem Keim (Folge 24) zu befreien – ihre neuerworbenen Fähigkeiten bleiben jedoch erhalten. Als ein weiteres Drohnen-Kommandoschiff auftaucht, wird das Ursini-Schiff zerstört. Eli und Rush ist es aber gelungen, die Drohnen des ersten Mutterschiffes zu reaktivieren, sodass sich die Drohnen nun gegenseitig angreifen. Schließlich gelingt mit einer schwer beschädigten Destiny die Flucht. |           |                                   |                    |                      |                                       |                  |                               |
| 32 | 12        | Zwillingsschicksale               | Twin Destinies     | 14. März 2011        | 14. Apr. 2011                         | Peter DeLuise    | Brad Wright                   |
| Eli und Ginn haben herausgefunden, wie man sicher das neunte Chevron aktivieren kann, um wieder zur Erde zu kommen: Während die Destiny in einem Stern ihre Energiereserven wieder auffüllt, ist ausreichend Energie für einen Versuch vorhanden. Doch die Vorbereitungen werden unterbrochen, als ein Shuttle der Destiny mit einem zweiten Rush an Bord auftaucht. Er erklärt, dass während des Anwahlversuchs eine Sonneneruption das Wurmloch störte, alle Reisenden tötete und die Destiny 12 Stunden in die Vergangenheit schickte. Nur Rush und der zuerst auf die Erde gereiste Col. Telford haben überlebt. Bei der Bergung von Ersatzteilen von der schwer beschädigten zweiten Destiny geraten Rush und Telford in Streit, wobei Telford versehentlich von einem Stromschlag getötet wird. Rush flieht zur Stuhlplattform und verbindet sich mit dem Interface, unmittelbar bevor die zweite Destiny in der Sonne untergeht. Somit hat nur „ein“ Rush überlebt, und Telford ist auf der Erde. |           |                                   |                    |                      |                                       |                  |                               |
| 33 | 13        | Bündnisse                         | Alliances          | 21. März 2011        | 21. Apr. 2011                         | Peter DeLuise    | Linda McGibney                |
| Senatorin Michaels, die neue Vorsitzende des Weltraumfinanzierungskomitees, und Dr. Covel, der neue Forschungsleiter im SGC, tauschen mit Camile und Greer die Position. Im Stützpunkt angekommen, werden Greer und Camile aufgrund eines missglückten Terroranschlages der Luzianer-Allianz mit einer Naquadria-Bombe verschüttet. Mit Hilfe von Informationen der Luzianer auf der Destiny reisen schließlich Michaels und Dr. Covel zurück, um die Bombe zu entschärfen – wobei sie sich einer tödlich hohen Strahlendosis aussetzen müssen, und der Kontakt zwischen Destiny und dem Homeworld abbricht. |           |                                   |                    |                      |                                       |                  |                               |
| 34 | 14        | Hoffnung                          | Hope               | 28. März 2011        | 21. Apr. 2011                         | William Waring   | Carl Binder                   |
| Als Chloe während ihrer Schicht an den Steinen einschläft, manifestiert sich Ginns Geist in ihr. Es stellt sich heraus, dass nach dem Mord an Ginn und Amanda Perry deren beider Bewusstsein nicht verloren gingen, sondern nun in Chloes Gedächtnis sind. Rush sieht keinen anderen Ausweg, als mittels des Antikerstuhls die beiden aus Chloe zu holen und in den Schiffscomputer zu laden, wie es einst wohl Dr. Franklyn (Folge 1–16) erging. Gleichzeitig findet TJ mithilfe ihres neuen Zugriffs zum medizinischen Gerät und auf die Datenbank der Destiny heraus, dass Dr. Volker an Nierenversagen leidet und Greer der einzige Kandidat an Bord für eine Transplantation ist. TJ transplantiert Volker eine Niere von Greer, während Rush den Stuhl einsetzt, woraufhin Amanda und Ginn als Manifestationen des Schiffs erscheinen. |           |                                   |                    |                      |                                       |                  |                               |
| 35 | 15        | Trojanische List                  | Seizure            | 4. Apr. 2011         | 28. Apr. 2011                         | Helen Shaver     | Remi Aubuchon                 |
| Das Heimatkommando versucht, den verbündeten Planeten Langara zu überzeugen, ein neues Verfahren von Dr. Rodney McKay zu versuchen, um die Destiny anzuwählen. Dessen Regierung verweigert das, worauf Telford und Young gegen Woolseys Empfehlung ein gewaltsames Vorgehen auf Langara vorantreiben, indem sie mithilfe der Kommunikationssteine zwei Führungspositionen infiltrieren. Der Plan schlägt jedoch fehl. Währenddessen hat Rush sein Bewusstsein ebenfalls in den Schiffscomputer hochgeladen, um mit Amanda Perry zusammen zu sein, kann aber nur unter großen Schwierigkeiten in seinen Körper zurückkehren, indem Eli Amandas und Ginns Bewusstsein unter Quarantäne stellt, so dass keine weitere Kommunikation mehr möglich ist. |           |                                   |                    |                      |                                       |                  |                               |
| 36 | 16        | Die Jagd                          | The Hunt           | 11. Apr. 2011        | 28. Apr. 2011                         | Andy Mikita      | Joseph Mallozzi & Paul Mullie |
| Zwei Mitglieder einer Erkundungsmission werden von einer außerirdischen Kreatur gefangen genommen. Rush, Eli und Brody erkunden bisher unerforschte Teile des Schiffes, wobei Rush sich einen Scherz erlaubt und Brody kurzzeitig in einer Stasis-Kammer einschließt. Die Luzianer helfen bei der Suche nach den Vermissten, wobei alle außer Varro getötet werden. Zuletzt erkennen Greer und TJ die Intelligenz der Kreatur und diese lässt sie gehen. Greer und Lisa Park kommen sich näher, ebenso TJ und Varro. |           |                                   |                    |                      |                                       |                  |                               |
| 37 | 17        | Verwandtschaft – Teil 1           | Common Descent (1) | 18. Apr. 2011        | 5. Mai 2011                           | Peter DeLuise    | Robert C. Cooper              |
| Auf einem fremden Planeten trifft die Crew auf Englisch sprechende Bewohner. Es stellt sich heraus, dass die „andere“ Destiny-Crew bei dem Versuch, durch ein Wurmloch die Erde zu erreichen (s. Episode 32), 2000 Jahre in die Vergangenheit gesprungen ist und es sich bei den Bewohnern des Planeten um ein gestrandetes Erkundungsteam der von den Destiny-Nachkommen gegründeten, mittlerweile technologisch weit fortgeschrittenen Zivilisation handelt, die die Geschichte und die Gesichter der „Gründer“ über Elis „Kino“ kennen. Als die Robotersonden plötzlich angreifen, muss die Destiny den Orbit verlassen und dabei die gestrandeten Nachkommen mitnehmen. Auf Novus, dem Heimatplaneten der Nachkommen, angelangt, stellen sie fest, dass die dortige Zivilisation durch extreme vulkanische Aktivitäten zerstört worden ist. |           |                                   |                    |                      |                                       |                  |                               |
| 38 | 18        | Epilog – Teil 2                   | Epilogue (2)       | 25. Apr. 2011        | 5. Mai 2011                           | Alex Chapple     | Carl Binder                   |
| Die Crew der Destiny erkundet die verlassene Stadt, wo sie einen Bunker mit dem Hauptarchiv der untergegangenen Zivilisation finden, das alle Aufzeichnungen der vergangenen 2000 Jahre enthält: Als das Stargate des seismisch instabilen Planeten zerstört wurde, taten sich die beiden rivalisierenden Mächte des Planeten wieder zusammen und bauten große Unterlicht-Raumschiffe, um die verbliebene Bevölkerung zu vorher erkundeten Planeten zu evakuieren. Die Crew beginnt mit dem Transfer der Hauptdatenbank des Archivs und so vieler Versorgungsgüter wie möglich, bevor der Planet endgültig zerstört wird. |           |                                   |                    |                      |                                       |                  |                               |
| 39 | 19        | Blockade                          | Blockade           | 2. Mai 2011          | 12. Mai 2011                          | Andy Mikita      | Linda McGibney                |
| Die Destiny muss ihre Energiereserven aufladen, doch zwei Mal blockieren Drohnen die angesteuerten Sterne. So beschließt die Crew, einen blauen Riesenstern anzusteuern, da die Drohnen nicht damit rechnen werden. Weil die Schilde der Destiny keinen Schutz vor der Hitze bieten, wird die gesamte Besatzung außer Rush, Eli und Park auf einen nahegelegenen Planeten evakuiert, der sich als von den Drohnen zerstörte Kolonie der Novaner entpuppt. Während Rush und Eli das Schiff durch den Stern steuern, wird Park in der Hydroponik eingeschlossen, wo sie in einem Wassertank zwar überlebt, aber erblindet. Auf dem Planeten wird die Besatzung in Straßenkämpfe mit den Drohnen verwickelt, kann sich aber rechtzeitig durch das Gate wieder retten. |           |                                   |                    |                      |                                       |                  |                               |
| 40 | 20        | Im Ruhezustand                    | Gauntlet           | 9. Mai 2011          | 12. Mai 2011                          | Andy Mikita      | Joseph Mallozzi & Paul Mullie |
| Die Crew der Destiny entdeckt, dass die Drohnenkommandoschiffe nicht nur alle für das Aufladen der Energiereserven der Destiny infrage kommenden Sterne, sondern auch alle Planeten mit Stargates in der befindlichen Galaxy blockieren. Da die Reserven sich dem Ende neigen, gibt es keinen anderen Weg, als den Kampf gegen die Drohnen zu wagen. Es gelingt durch eine Modifizierung der Schilde einen Kampf gegen ein Kommandoschiff zu gewinnen und vom nun kurzzeitig unbewachten Planeten Vorräte zu beschaffen. Allerdings lässt sich dieses Manöver nicht ewig durchführen und man beschließt, die Destiny automatisch in einem langen FTL-Flug ohne Zwischenstopp durch den Rest dieser Galaxie und bis zur nächsten fliegen zu lassen, während die gesamte Besatzung in den kürzlich entdeckten Stasiskapseln eingefroren und so quasi konserviert werden soll, ohne dass man unterwegs Vorräte bräuchte. Allerdings ist es sehr riskant, da schon kleinste Fehler in der Programmierung dieses langen Fluges dazu führen könnten, dass dem Schiff zu früh die Energie ausgeht, was jahrtausendelanges Driften bis zur nächsten Galaxie ohne Energie und Vorräte bedeuten würde. Dennoch entscheidet man sich für dieses Vorgehen, allerdings werden zur Reparatur einiger benötigter Kapseln Materialien von einem anderen Planeten benötigt. Durch ein Täuschungsmanöver mit einem unbemannten Shuttle kann man das bewachende Kommandoschiff auch tatsächlich zerstören, sodass ein Außenteam auf einem Planeten die benötigten Ressourcen besorgen kann. Allerdings lässt sich eine Kapsel wider Erwarten nicht so leicht reparieren, sodass einer an Bord bleiben muss, um sie in begrenzter Zeit – um nicht zu viel Energie zu verbrauchen – doch noch zu reparieren und sich selbst einzufrieren. Rush bietet sich an, jedoch ist Young unsicher, ob er nicht letztlich doch versuchen würde, sein eigenes Leben zu schützen und dafür das der restlichen Besatzung riskieren. Da Young allerdings mangels benötigter technischer Kenntnisse keine Chance hat, die Kapsel selbst zu reparieren, setzt sich Eli schließlich durch, dass er diese Rolle übernehmen wird. Er hofft auch auf eine Lösung in der Schiffsdatenbank, allerdings ist es noch immer sehr riskant. Die Episode endet damit, dass er schließlich alleine auf dem bereits im automatischen FTL-Flug befindlichen Schiff zurückbleibt, während alle anderen in Stasis versetzt wurden. Ob er sich und die anderen retten kann bleibt ungewiss, ebenso was aus der weiteren Reise des Schiffes wird. |           |                                   |                    |                      |                                       |                  |                               |